# Le Mesnil-Vigot
Le Mesnil-Vigot település Franciaországban, Manche megyében. Lakosainak száma 223 fő (2018. január 1.). Le Mesnil-Vigot Remilly-sur-Lozon, Feugères, Lozon és Marchésieux községekkel határos.

## Népesség
A település népességének változása:
| Lakosok száma | 238  | 227  | 221  | 207  | 214  | 264  | 227  | 219  | 212  | 223  |
|               | 1968 | 1975 | 1982 | 1990 | 1999 | 2011 | 2013 | 2015 | 2017 | 2018 |